# Spitz nain
Le Spitz nain (poméranien ou loulou de Poméranie) est une variété de taille du spitz allemand, race de chiens originaire d'Allemagne. Race de chien miniature, son nom vient de la province de Poméranie, aujourd'hui à cheval entre l'Allemagne orientale et la Pologne.
Il est adopté par l'aristocratie à partir du XVIIe siècle. La reine Victoria possède un spitz nain orange en 1888, couleur devenue alors à la mode. Sa taille a diminué de moitié depuis l'époque victorienne ; c'est le plus petit des spitz.
Il se caractérise notamment par sa queue dressée qui s'enroule par-dessus le dos.

## Historique

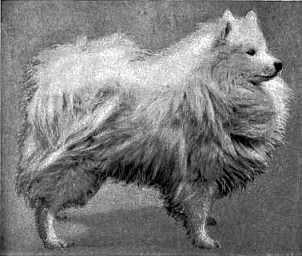
Loulou de Poméranie dans l'édition de 1911 de l’Encyclopædia Britannica.

Le spitz allemand descend probablement des chiens de tourbières de l’âge de la pierre. Le spitz nain devient un chien de compagnie prisé et de nombreuses personnalités en ont possédé : Courteline, Mozart, Michel-Ange, Zola, Catherine de Russie, Marie-Antoinette ou encore Joséphine de Beauharnais.
Seuls des spitz blancs et noirs sont connus au début, le coloris orange est apparu plus tard. Thomas Gainsborough au XVIIIe siècle peint des spitz nains, mais il faut attendre le règne de reine Victoria au début du XIXe siècle pour que le loulou de Poméranie, comme on l'appelait alors, détrône le carlin à la cour britannique.
La popularité du spitz nain s'accompagne au début du XXe siècle d'un ternissement de son image. À Paris, le loulou de Poméranie est surnommé le « chien des concierges », car toute loge de concierge se doit de posséder son loulou l'avertissant de la présence d'un étranger dans l'immeuble.

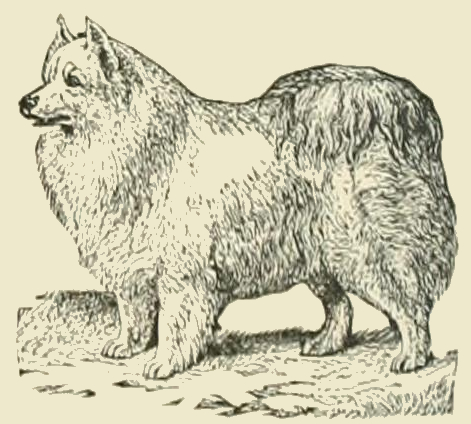
Dessin d'un petit chien de Poméranie, région située dans l'Europe centrale, au carrefour désormais de l'Allemagne de l'Est et du nord de la Pologne (1882).

## Standard

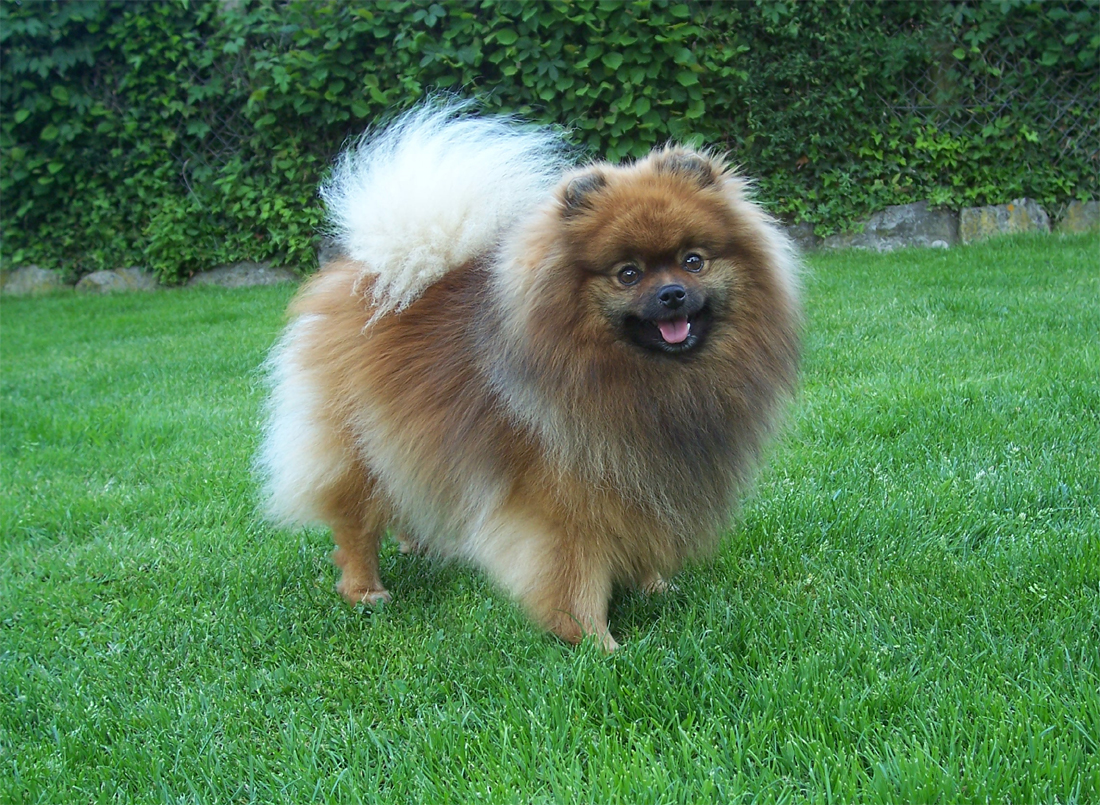
Spitz nain zibeline.

Ces chiens ont été beaucoup modifiés par rapport aux envies des maîtres : leur nez est plus court, leur taille est plus petite et ils ont une fourrure plus importante.
- Couleurs : noir, brun, blanc, orange (fauve), gris-loup, crème, crème-zibeline, orange-zibeline, noir et feu et panaché ;
- Espérance de vie : dix à douze ans (il n'est pas rare d'en voir vivre jusqu'à seize voire dix-sept ans) ;
- Premier usage : animal familier ;
- Tempérament : Attentif, vif et attaché à son maître[1] ;
- Oreilles : dressées, de renard ;
- Queue : longs poils ;
- Poil : sous-poil dense et poils de couverture.

### Source
- (it) Cet article est partiellement ou en totalité issu de l’article de Wikipédia en italien intitulé « Volpino di Pomerania » (voir la liste des auteurs).